# Vultur messii
Vultur messii es una especie fósil de ave rapaz del género Vultur (cóndores) del Plioceno temprano de la provincia de Catamarca, Argentina.

## Hábitat y características
La especie Vultur messii es la única especie fósil válida del género de los cóndores. Los restos fósiles de esta especie fueron encontrados en sedimentos de la Formación Andalgalá datados hace más de 4,8 millones de años, momento que coincide con el levantamiento de los Andes y el inicio de la aridificación regional. La existencia de cadenas montañosas nacientes también puede indicar que el centro de origen de este género está vinculado a los Andes, lo que a su vez indica una llegada más temprana y una diversificación de los cóndores a América del Sur.
El holotipo es un fémur derecho al que le falta parte de la diáfisis. Este fue encontrado en el departamento Belén de la provincia de Catamarca, en el noroeste argentino. La especie tenía aproximadamente el mismo tamaño que el cóndor andino.

## Etimología
El epíteto específico «messii» es un homenaje en honor al futbolista argentino Lionel Messi, uno de los mejores de futbol de todos los tiempos, quien siendo capitán, junto a un destacado equipo, ganó la Copa Mundial de la FIFA Qatar 2022.